# Soustraction fiscale
La soustraction fiscale est un principe du droit suisse. La soustraction fiscale est le fait de ne pas fournir une déclaration fiscale complète aux autorités fiscales, empêchant une taxation telle qu'elle devrait l'être. La soustraction fiscale ne constitue pas une infraction pénale en Suisse (mais une infraction de droit administratif - art. 56 de la loi fédérale sur l'harmonisation des impôts).

## Nuance entre fraude et soustraction
La Suisse distingue la soustraction fiscale de l'escroquerie (fraude fiscale - art. 59 de la loi fédérale sur l'harmonisation des impôts). Il y a escroquerie fiscale lorsqu'on fournit des documents faux ou altérés, dans le but d'obtenir une soustraction fiscale (en bref, la fraude fiscale suppose l'usage de moyens dits « astucieux »).
La différenciation entre soustraction fiscale et escroquerie fiscale a des conséquences importantes pour les relations internationales suisses : en vertu du principe de double incrimination, la Suisse n'accorde pas l'entraide judiciaire en cas de soustraction fiscale, car elle ne constitue pas une infraction pénale en Suisse. Ce refus d'entraide cause des tensions avec des partenaires économiques de la Suisse, en particulier de l'Union européenne, qui accusent la Suisse de profiter de l'évasion fiscale.

## Position du département fédéral des finances
Selon le département fédéral des finances, cette distinction se justifie : « La Suisse rappelle que d’autres pays connaissent la distinction entre fraude et soustraction fiscale, qui s’explique aisément en fait et en droit.
La fraude présuppose une intention criminelle, alors que la soustraction peut sans autre résulter d’une négligence. Quiconque se montre sceptique quant à cette interprétation ne doit pas oublier que le droit fiscal est devenu, dans tous les États modernes, une matière complexe qui présente pour les citoyens sans formation d’expert fiscal – c'est-à-dire pour presque tout le monde – de nombreuses difficultés souvent insurmontables. Ces difficultés découlent de l’ignorance, de incompréhension ou simplement du fait que le droit fiscal est devenu, pour les non-spécialistes, une science de plus en plus hermétique. En ce sens, il est parfaitement  normal, correct et pertinent qu’une législation évalue les faits incriminés en fonction de leur gravité et prévoie en conséquence des sanctions différenciées, chaque État étant en principe libre d’établir la distinction en fonction de sa tradition juridique et en fonction de ce qui lui parait juste. La solution retenue par la Suisse résulte du jeu de la démocratie directe ».

## Anonymat des transactions
Depuis 2004 le nom et l'adresse de l'expéditeur d'une transaction financière y compris pour les comptes numérotés, qui ne sont pas anonymes, est indiquée. Depuis 2008 le numéro de compte (IBAN) du donneur d'ordre lors d'un paiement à l'étranger ou lors d'un versement en devises à l'intérieur du pays est précisé.